# 194. inženirska brigada (ZDA)
194. inženirska brigada (izvirno angleško 194th Engineer Brigade) je bila inženirska brigada Kopenske vojske Združenih držav Amerike.